# Beya (alchimie)
Pour les articles homonymes, voir Beya.
En alchimie, beya dénommait une eau mercurielle, c'est-à-dire  « la dissolution de mercure par l'esprit de nitre (acide nitrique), affoiblie par l'addition d'une certaine quantité d'eau distillée ». Ce nom provient du nom d'une jeune femme dans la Vision d'Arislée, ou Vision d'Arisleus, texte en annexe de la Turba philosophorum, un des premiers et des plus connus traités d'alchimie de l'Occident médiéval. Si on en connaît une version latine du XIIIe siècle et une française du XVe siècle, il s'agit probablement de traductions d'un original en castillan du XIIe siècle, peut-être écrit par Robert de Chester. Dans la Vision d'Arislée, elle est la fille du roi de la mer, unie à son frère Gabertin, qui en meurt et ressuscite. Cette union est souvent reprise dans l'imagerie alchimique pour symboliser l'union du soufre et du mercure.

## Extrait dela Vision d'Arislée
« Et le Roi dit, quelle chose est convenable à conjoindre ? Et je lui dis amenez-moi votre fils Gabertin, et sa sœur Beya. Et le Roi me dit, comment sais-tu que le nom de sa sœur est Beya ? Je crois que tu es Magicien. Et je lui dis la science et l'art d'engendrer nous a enseigné que le nom de sa sœur est Beya. Et combien qu'elle soit femme, elle l'amende, car elle est en lui. Et le Roi dit, pourquoi la veux-tu avoir ? Et je lui dis, pour ce qu'il ne se peut faire de véritable génération sans elle, ni ne se peut aucun arbre multiplier. Alors il nous envoya ladite sœur, et elle était belle et blanche, tendre et délicate. Et je dis, je conjoindrai Gabertin à Beya. Et il répondit, le frère mène sa sœur, non pas le mari sa femme. Et je dis, ainsi a fait Adam, c'est pourquoi nous sommes plusieurs enfants. Car Eve était de la matière de quoi était Adam, et ainsi est de Beya, qui est de la matière substantielle de quoi est Gabertin le beaux et resplendissant. Mais il est homme parfait, et elle est femme crue, froide et imparfaite, et croyez-moi, Roi, si vous êtes obéissant à mes commandements et à mes paroles, vous serez bienheureux. Et mes compagnons me disaient. Prends la charge et achève de dire la cause pour laquelle notre Maître nous a ici envoyés. Et je répondis, par le mariage de Gabertin et de Beya, nous serons hors de tristesse et de cette manière, non pas autrement, car nous ne pouvons rien faire tant qu'ils soient fait une (matière) nature. Et le roi dit, je vous les baillerai. Et incontinent que Beya eut accompagné son mari et frère Gabertin, et qu'il fut couché avec elle, il mourut du tout et perdit toute sa vive couleur et devint mort et pâle, de la couleur de sa femme. »

## Origine
Le prénom féminin Beya, vraisemblablement chrétien, est attesté en Espagne au XIIe siècle, notamment à Tudèle en Navarre, où Robert de Chester, qui selon Paulette Duval serait l'auteur de la version originale de la Vision d'Arislée, a été chanoine. Beya ne vient probablement pas du latin, mais de l'arabe. Julius Ruska le faisait dériver de Baida, la Blanche, mais Paulette Duval a réfuté cette étymologie, lui préférant celle de al-badiya, qui désigne le désert. « Beya est donc non pas la Femme Blanche mais la Stérile ; c'est en vertu d'un jeu de mots qu'elle est aussi la Blanche, mais dans un contexte précis : celui impliqué par l'existence à Tudèle et dans les pays du nord de la Péninsule, sous domination arabe, de l' albaiat qui désignait un impôt sur la Terre Blanche, celle qui était en jachère et qui, ensemencée, produit pour la première fois. Il y a donc un parallèle, dans la vision d'Arisleus, entre la terre du roi de la mer, qui est stérile, et sa fille prénommée Beya, et qui va enfanter son propre frère ».
L'hermétiste moderne Emmanuel d’Hooghvorst défend quant à lui une origine hébraïque : « BEYA est un mot d’hébreu biblique. Il est composé de la lettre B, Beth où Beith, deuxième lettre de l’alphabet, et de IH vocalisé IA ou YA, les deux premières lettres du Nom divin IHVH. Le préfixe Beth signifie par, en, avec. Beya veut donc dire : par ya, en ya, avec ya. Les alchymistes en ont fait un nom propre et nous comprendrons pourquoi ia (IH) est souvent considéré par les traducteurs et les exégètes comme une simple abréviation du Nom divin IHVH, vulgairement YAVE. Mais son sens est plus précis, car selon la cabale, le Nom de Dieu a été coupé en deux par la transgression de nos premiers parents, et doit être réunifié pour refaire cette unité divine en laquelle consiste le Dieu d’Israël. De même l’Alchymiste, pour accomplir le Grand Œuvre doit-il réunir le ciel et la terre. Il n’est donc pas indifférent de trouver ia au lieu de IHVH dans un verset de l’Écriture »

## Citations
«C'est l'oiseau d'Hermès qui n'a de repos ni jour ni nuit, ne tâchant qu'à se corporifier en tous lieux de la terre. [...] C'est cette pucelle Beya laquelle n'a point encore été corrompue ni perdu sa liberté pour se marier à des corps infirmes et mal menés [...]. Ainsi conservant sa liberté avec son intégrité, nous voyons d'une façon philosophique cet astre lumineux faire des tours et des circulations infinies jusqu'à ce qu'il soit venu en quelque règne.»